# 462 Eriphyla
Eriphyla (asteroide 462) é um asteroide da cintura principal com um diâmetro de 35,63 quilómetros, a 2,6352354 UA. Possui uma excentricidade de 0,0830898 e um período orbital de 1 779,63 dias (4,87 anos).
Eriphyla tem uma velocidade orbital média de 17,56897578 km/s e uma inclinação de 3,1911º.
Este asteroide foi descoberto em 22 de Outubro de 1900 por Max Wolf.